# Economía de la Ciudad de Córdoba (Argentina)

## Aspectos generales

Producción de vehículos en la ciudad. El último máximo se produjo en agosto de 2011. Actualmente la producción de Fiat ha disminuido debido a cambios en la línea de producción.

En Córdoba se desarrolla una economía parecida a la de Buenos Aires, aunque de menor escala. Es decir, el sector servicios supera ampliamente al resto. Según datos al 2006 el porcentaje combinado de empresas que se dedican al comercio y servicios llega al 88,3%.
El Producto Geográfico Bruto de la ciudad en 2007 fue de $10.939.049.000 (Paridad de poder adquisitivo de 1993) lo que representa alrededor del 3,65% del producto interno bruto de la Argentina.
La ciudad tiene en general una baja participación en la actividad primaria respecto al lugar que ocupa la provincia de Córdoba, fundamentalmente en el ganadero que es prácticamente nula, y muy baja en el sector agrícola. Sin embargo es destacado en las actividades de procesamiento de carnes y elaboración de fiambres y embutidos, así como también, en los cultivos hortícolas, frutales y papa destinando para este uso el 29% de la superficie total del ejido (zona rural), área que se denomina Cinturón Verde.
El sector industrial, en cambio, ocupa un lugar principal en la actividad económica de la ciudad, considerándose a Córdoba como un importante centro de la industria automotriz nacional donde se concentran las principales terminales de este sector como Renault, Fiat Group Automobiles, Iveco y Volkswagen Según proyecciones hechas durante 2007 se fabricaron 54.230 vehículos Renault y 4.706 Iveco. Por su parte, la planta de Fiat Córdoba ubicada en el barrio Ferreyra, que había cerrado en 2002 debido a la crisis económica por la que atravesó el país, fue reinaugurada en 2008. Entre julio y septiembre de 2010 se produjeron automóviles por 249,7 millones de dólares respondiendo así al aumento sostenido de la demanda agregada. Esto repercute positivamente en las empresas autopartistas que en el mismo período hicieron inversiones por más de 40 millones de dólares.
La producción de rodados tuvo en 2011 gran variabilidad. En febrero se registró el mínimo del año tanto para Fiat (4.397 unidades terminadas) como para Renault (3.257 unidades). El máximo del año fue en agosto, donde la producción alcanzó 14.500 y 12.400 respectivamente. En febrero de 2012 la producción fue de 7.417 y 7.668. La caía en la producción de Fiat se relaciona principalmente con las modificaciones hechas en planta para adaptarse a los modelos nuevos. Por su parte la fábrica de camiones Iveco mantuvo una producción estable de alrededor de 350 unidades mensuales.
Los sectores servicios y comercio continúan destacándose como las actividades más importantes en la ciudad, sobre 74.159 empresas en 2006, 22.741 eran de servicios (30,66%) y 42.754 (57,65%) comerciales. La eclosión de la construcción de los últimos años ha hecho de Córdoba una ciudad con numerosos edificios comerciales y residenciales de gran categoría y ha causado una notable expansión del ejido urbano. La instalación de la Ciudad Empresarial, empresas relacionadas con el software y la alta tecnología, centros comerciales, Call center y el nuevo aeropuerto internacional, han llevado a la ciudad de Córdoba a ser un punto de suma importancia económica para la Argentina y el Mercosur.
El sector tecnológico se encuentra en expansión, alimentado por las nuevas empresas de capital nacional y la instalación de filiales extranjeras. Alrededor de la Universidad Nacional de Córdoba, se nuclean organismos oficiales y privados que le confieren a la ciudad un marcado perfil tecnológico. En 2002 se creó el Cluster Córdoba Technology, agrupación de más de cien empresas del sector tecnológico, que según las últimas cifras, facturan en conjunto más de cuatrocientos millones de pesos argentinos por año.
Otra agrupación con sede en Córdoba es la CIIECCA (Cámara de Industrias Informáticas, Electrónicas y de Comunicaciones del centro de Argentina). La misma reúne alrededor de 80 fabricantes de electrónica y productos tecnológicos, Pyme de capitales cordobeses.
Otras empresas son EDS (hoy HP Enterprise Services) que ofrece servicios informáticos a diferentes países. Motorola desarrolla, entre otros, software para comunicaciones móviles e Internet inalámbrica. IBM realiza administración y mantenimiento de bases de datos en Estados Unidos y España, entre otros. Intel desarrolla software para futuros móviles. R&D (anteriormente Datasul) trabaja para TOTVS (de Brasil) y desarrolla software para la industria y la administración. TOTVS inauguró oficinas propias en el último trimestre de 2009. Indra trabaja en la creación de software para la administración y la industria aeronáutica.

## Sectores económicos
La siguiente tabla muestra los sectores económicos de la ciudad ordenados por CPC.
| Centroamérica          | 7.906  | 41  | 4.683  | 989   | 2.148  | 33  | 12 |
| Monseñor Pablo Cabrera | 5.542  | 17  | 3.307  | 604   | 2.148  | 30  | 10 |
| Argüello               | 6.966  | 44  | 3.786  | 827   | 2.263  | 37  | 9  |
| Colón                  | 5.174  | 12  | 3.078  | 631   | 1.419  | 19  | 15 |
| Ruta 20                | 3.996  | 8   | 2.569  | 462   | 946    | 10  | 1  |
| Libertador             | 5.592  | 22  | 3.514  | 614   | 1.428  | 8   | 6  |
| Empalme                | 8.658  | 30  | 5.365  | 1.078 | 2.153  | 25  | 7  |
| Pueyrredón             | 4.887  | 33  | 2.818  | 642   | 1.377  | 13  | 4  |
| Rancagua               | 3.605  | 10  | 2.341  | 395   | 837    | 14  | 8  |
| Mercado de la ciudad   | 20.888 | 80  | 10.772 | 1.599 | 8.345  | 72  | 20 |
| Sin datos              | 945    | 29  | 521    | 137   | 251    | 7   | 0  |
| Totales                | 74.159 | 326 | 42.754 | 7.978 | 22.741 | 268 | 92 |

## Cinturón verde
El cinturón verde de Córdoba es una zona en la periferia de la ciudad, destinada a la actividad frutihortícola. Tiene un área cercana a las 20 mil hectáreas (200 km²), la mayoría dentro del departamento Capital. Alrededor de 260 productores se dedican a hortalizas livianas (verduras de hoja, berenjena, tomate, chaucha, zapallito, entre otros) y alrededor de 60 se dedican a hortalizas pesadas (papa, batata y zanahoria). Cada explotación tiene entre 4 y 15 hectáreas. En términos económicos es mínima en comparación al resto de la provincia.

### Criticismo
Según un estudio de la genetista Gladys Trombotto, luego presentado en la Facultad de Ciencias Médicas de la Universidad Nacional de Córdoba, entre 1971 y 2003 se triplicaron la cantidad de malformaciones congénitas que se registraron en los nacimientos en el hospital de Maternidad Nacional. Se atribuye a la gran cantidad de agroquímicos utilizados en las zonas periféricas de la ciudad, es decir, el Cinturón Verde.

## La Construcción en Córdoba
El sector de la construcción fue uno de los primeros en reaccionar con posterioridad a la crisis de 2001. Hubo un crecimiento del 158% entre el mínimo de febrero de 2002 y el máximo registrado en julio del 2006 (se despacharon más de 9 millones de toneladas de cemento y se autorizaron más de 9,5 millones de metros cuadrados para construcción). Posteriormente se observa un descenso de las tasas interanuales. El crecimiento acumulado para el primer trimestre de 2007 en relación con el mismo periodo de 2006 fue de 3,7%. Los permisos para construir autorizados en el primer trimestre de 2007 superaron en un 26,6% a los del mismo periodo de 2006.
Los permisos de edificación del área de arquitectura de la municipalidad tuvieron las siguientes variaciones: 909.716,48 m² autorizados en 2004, 1.187.513,81 m² en 2005, 1.587.040,09 m² en 2006 y 848.258,52 m² en 2007.
Asimismo si tomamos como base diciembre de 2001 (costo construcción = 100), se observa que hacía 12 meses que venía disminuyendo el costo de la misma. Luego en diciembre de 2004 ya era de 190,74 (incremento de 90,74) y de ahí en adelante las variaciones son cada vez mayores, para marzo de 2005 era de 213, 94, para diciembre de 2006 288,48, y el dato más reciente, mayo de 2008, 411,63.
El insumo que más aumentó fue la mano de obra, tomando como base los mismos períodos y diciembre de 2001 = 100, los aumentos fueron 202,21; 247,44; 342,04 y 428,22.
Entre 2001 y 2010 se crearon 231 nuevas urbanizaciones, lo que representa 48.023 nuevos inmuebles y 17,3 millones de metros cuadrados edificados. Estas 231 urbanizaciones se componen de 159 barrios, 35 barrios cerrados o privados, 26 complejos de edificios y 11 barrios ciudades construidos por el Gobierno provincial para erradicar villas miserias. Estas nuevas urbanizaciones se distribuyen principalmente en la zona sur y noroeste.

## Sector inmobiliario
El segundo semestre de 2009 mostró una importante recuperación respecto a la primera mitad del año. Según comentarios de importantes corredores inmobiliarios la ciudad, la bisagra fueron las elecciones ya que antes de las mismas había precaución y se prefería mantener ahorros en dólares. Luego de los comicios, el dólar perdió valor y comenzó la reactivación hacia los inmuebles.
En cuanto al costo, los mismos no bajaron pese a la poca demanda, debido a que los propietarios prefieren mantenerlos que venderlos baratos. Actualmente el costo de la construcción sube alrededor del 1,5% a 2% mensual. En los barrios periféricos los terrenos se han revaluado hasta cinco veces. El acceso al crédito hipotecario sigue siendo difícil, pese a los planes oficiales. Durante 2010 el índice del costo de la construcción subió un 24% respecto a 2009. Mientras que el valor del metro cuadrado se posicionó en 573 dólares. Entre 2001 y 2010 se construyeron solo en barrio Nueva Córdoba más de 300 edificios. Aunque sigue siendo el lugar que más ha crecido, hacia finales de la década se comenzó a preferir la construcción en otros barrios. Durante 2010 Córdoba fue la ciudad argentina con mayor cantidad de proyectos urbanísticos. Se autorizaron más de 1.300.000 metros cuadrados.

## Competitividad
La presente sección se basa en los estudios de competitividad de la ciudad realizados durante 2006 por el Programa de Competitividad Productiva de la Dirección Nacional de Programas y Proyectos Especiales de la Secretaría de Ciencia, Tecnología e Innovación Productiva de la Nación y la municipalidad de Córdoba.
La competitividad de un área geográfica siempre se determina cuando es comparada con otras. Por otro lado, la competitividad se expresa en dos sentidos, primero competencia en el sentido de la capacidad en producción (hacer), y segundo competencia en el sentido de rivalidad por los mercados (vender). Es justamente, este segundo aspecto el que explica el por qué hoy se habla y de hecho existe tanta competencia por los mercados.
Aquí resulta importante introducir un doble concepto de rivalidad: Primero el de rivalidad entre empresas y segundo la rivalidad entre países. Originalmente se las analizaba por separado hasta que Michael Porter, en su obra The Competitive Advantage of Nations (de 1990), integró ambas perspectivas hablando del conjunto de condiciones que un país ofrece a las empresas para ser competitivas a escala global. Es el enfoque del país (o región) como impulsor sistémico de la competitividad de las empresas.

### Índice de competitividad para el crecimiento
El Foro Económico Mundial (World Economic Forum, WEF) define al Índice de Competitividad para el Crecimiento (Growth Competitiveness Index, GCI) como aquel que estima la capacidad de una economía para alcanzar el crecimiento sustentable. Éste a su vez se descompone también en sub índices. El GCI es definido sobre tres pilares: a) la calidad del entorno macroeconómico, b) el estado de las instituciones públicas del país; y c) los aspectos tecnológicos y de comunicaciones. Estos tres pilares se manifiestan a su vez en tres subíndices: 1) Tecnología; 2) Instituciones Públicas; 3) Entorno Macroeconómico. Cada pilar pesa 0.33 en el Índice Total.
Originalmente el GCI se utiliza para medir la competitividad de economías a nivel de país, para el caso de una ciudad se han adaptado las pautas sugeridas por el WEF a las posibilidades de relevamiento y obtención de datos. Cabe aclarar que se efectuó la transformación de los datos cuantitativos en variables en escala de 1 a 7, siguiendo así las fórmulas utilizadas por el WEF. Un valor más alto indica un mayor potencial competitivo para el crecimiento.
- Índice Tecnológico: 3,14
- Índice de Instituciones Públicas: 3,75
- Índice de Entorno Macroeconómico: 3,55
  - Índice de Competitividad para el crecimiento: 3,48
- Países que están por encima del valor de la ciudad: Brasil: 3,69; Chile: 4,91; China: 4,07; Estados Unidos: 5,81.
- Países que están por debajo: Venezuela: 3,22; Honduras: 3,18; Guatemala: 3,12; Nicaragua: 3,08; Bolivia: 3,06; República Dominicana: 3,05; Ecuador: 3,01; Paraguay: 2,8; Guyana: 2,73.

### Diversidad económica
Lo que se evaluó fue el grado de diversidad económica de los distintos aglomerados urbanos del país, a partir de una distribución que muestra la fuerza de trabajo en cada uno de estos aglomerados entre ramas productivas. Dependiendo de los resultados obtenidos, puede decirse que los aglomerados bajo estudio tienen estructuras económicas bastante diversificadas. Como base del estudio se utilizó el censo del INDEC de 2001, y a partir de estos se construyeron dos indicadores de diversidad a partir del Índice de Herfindahl-Hirschman (IHH) y el Índice de Entropía de Theil (IET).
| Ciudad de Buenos Aires | 778.3 | 1.158 | 1 |
| Gran Mendoza           | 870.7 | 1.136 | 2 |
| Gran La Plata          | 882.2 | 1.126 | 3 |
| Gran Córdoba           | 897.8 | 1.122 | 4 |
| 24 partidos del GBA    | 914.7 | 1.119 | 5 |
| Gran Rosario           | 946.9 | 1.116 | 6 |

### Acceso al financiamiento
Para realizar este cálculo se analizaron las variables: cociente Préstamos/Depósitos, el número de sucursales bancarias y de cajeros automáticos cada mil habitantes y por km² (de cada ciudad), además de las casas matrices de cada banco por cada mil habitantes. Se observa en el gráfico que Buenos Aires es lejos la mejor posicionada y se observa que Córdoba queda última entre las ciudades bajo estudio.
Si calculamos el coeficiente de asimetría para el factor financiamiento en su totalidad, se obtiene 0,90 lo que indica la existencia de una concentración de datos con sesgo hacia la izquierda, indicando una fuerte influencia de Buenos Aires en el valor promedio. Si calculamos la dispersión de los datos respecto al promedio no da un valor de 68,2% (valor del coeficiente de variación), indicando una importante diferencia entre el valor obtenido por Buenos Aires en relación con el resto de las ciudades.
Respecto a Córdoba, las variables que más influyeron en fueron el cociente Préstamos/Depósitos, la cantidad de cajeros automáticos por casa mil habitantes y la cantidad de sucursales bancarias por km² justamente porque es en estas variables donde la ciudad se encuentra en cuarto puesto y por lo tanto terminan influenciando al valor final. Asimismo la ciudad presenta valores por debajo del promedio en todas las variables que componen el cálculo y que aún quitando las que consideran las extensiones de cada una de las ciudades, no cambia el ordenamiento resultante.
En el siguiente gráfico se observa que Buenos Aires disminuye su valor y que Mendoza y Rosario lo aumentan, permaneciendo igual Córdoba.
Calculando el coeficiente de asimetría del factor, este asume un valor muy próximo a cero, de 0,016. Indicando todavía una concentración de las observaciones del lado izquierdo de la distribución, aunque ésta se aproxima mucho más a una curva normal. La variabilidad observada no disminuye demasiado, siendo 61,77%.

## Otras estadísticas

### Actividad
| 1.er. semeste 2006   | 45,3 | 43,7 | 45,5 | 39,2 | 41,3 | 43,0 |
| 2.º semestre 2006    | 45,2 | 45,5 | 47,0 | 40,7 | 42,0 | 43,8 |
| 1.er. trimestre 2007 | 47,6 | 45,2 | 45,9 | 39,9 | 42,0 | 44,1 |

### Empleo
| 1.er. semestre 2006  | 41,2 | 39,4 | 39,2 | 36,4 | 38,1 | 38,9 |
| 2.º semestre 2006    | 41,3 | 41,4 | 42,2 | 37,5 | 38,0 | 40,1 |
| 1.er. trimestre 2007 | 43,7 | 40,5 | 41,1 | 36,5 | 39,3 | 40,2 |

### Subempleo
| 1.er. semestre 2006  | 12,6 | 8,9  | 8,3 | 9,9  | 8,0 | 9,5 |
| 2.º semestre 2006    | 10,4 | 9,2  | 8,2 | 10,2 | 7,4 | 9,1 |
| 1.er. trimestre 2007 | 10,4 | 10,6 | 6,8 | 9,7  | 8,1 | 9,1 |

### Desempleo
| 1.er. semestre 2006  | 9,2 | 9,7  | 13,7 | 7,2 | 7,7 | 9,5 |
| 2.º semestre 2006    | 8,6 | 8,9  | 10,3 | 7,9 | 6,1 | 8,4 |
| 1.er. trimestre 2007 | 9,7 | 10,4 | 10,4 | 8,5 | 6,4 | 9,1 |

### Parque automotor
| Centroamérica          | 58.535  | 44.880  | 13.655  |         |         |         |         |
| Monseñor Pablo Cabrera | 41.715  | 31.200  | 10.515  |         |         |         |         |
| Argüello               | 51.669  | 35.874  | 15.795  |         |         |         |         |
| Colón                  | 43.756  | 32.386  | 11.370  |         |         |         |         |
| Ruta 20                | 41.048  | 3.114   | 9.907   |         |         |         |         |
| Libertador             | 46.108  | 34.714  | 11.394  |         |         |         |         |
| Empalme                | 78.726  | 60.328  | 18.398  |         |         |         |         |
| Pueyrredón             | 31.091  | 23.775  | 7.316   |         |         |         |         |
| Rancagua               | 30.653  | 24.073  | 6.580   |         |         |         |         |
| Mercado de la ciudad   | 61.027  | 43.531  | 17.496  |         |         |         |         |
| Sin denominación       | 6.636   | 5.277   | 1.359   |         |         |         |         |
| Total general          | 339.152 | 123.785 | 490.964 | 462.510 | 504.877 | 532.896 | 578.139 |

## Datos actualizados

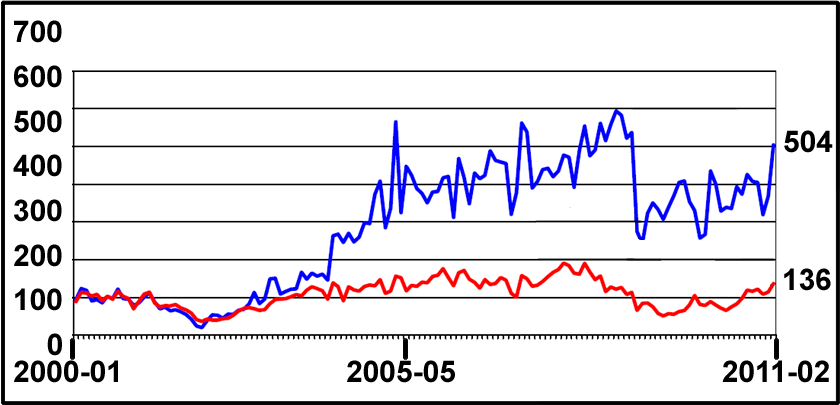
Índice de demanda laboral a febrero de 2011 con base enero de 2000 = 100.
Empleo calificado = 504
Empleo no calificado = 136

En septiembre de 2012 el Índice de Demanda Laboral (IDL) tuvo una variación positiva de 6,69% estacionalizado y 2,13% desestacionalizado. En relación con el mismo periodo de 2011, la variación fue negativa en 44,30%, resultado explicado por la baja en los pedidos de personal calificado (40,53%) y personal no calificado (49,25%).
En relación con agosto de 2012, la demanda de empleo calificado aumentó un 3,21% (rubro compuesto de: profesionales que disminuyó 15,02%, mientras que la variación en los pedidos de no profesionales fue positivo en 12,53%). Por su parte la demanda de trabajadores sin requerimientos de calificación se incrementó un 11,62%.
Respecto a agosto de 2012, los sectores industria y comercio presentaron variaciones positivas de 14,01% y 13,74% respectivamente. Por su parte, servicios presentó una baja de 2,93%. Su variación interanual mostró descenso en los tres rubros: 50,41% para industria, 42,32% para comercio y 38,37% para servicios. El acumulado hasta septiembre de 2012 en relación con igual acumulado de 2011, muestra una disminución de 30,38% en la cantidad de empleos solicitados.
Según el Consejo Profesional de Ciencias Económicas de Córdoba, durante abril de 2013 la Canasta Alimentaria Nutricional (C.A.N.) para un adulto equivalente fue de $1.101,72, lo que indica un incremento de 1,30% en relación con el mes anterior, un incremento del 20,32% respecto a abril de 2012 y una variación negativa del 0,02% en el acumulado 2013. Asimismo para una familia tipo (matrimonio y dos hijos menores) la C.A.N. ascendió a $3.404,33. La C.A.N. se encuentra un 369,56% por encima de la Canasta Básica Alimentaria (C.B.A.) del Gran Buenos Aires que elabora el Indec para determinar la Línea de indigencia. El último dato disponible de la C.B.A. corresponde a marzo y tiene un valor de $234,63 para un adulto equivalente.
El análisis de la C.A.N. muestra una variación negativa absoluta de  $14,47 (-1,30%). Dicha variación se explica por descensos en verduras y huevos (3,05%), panadería (2,28%), almacén (1,66%) y carnes (0,19%), y aumentos en bebidas (1,72%) y lácteos (0,09%). Finalmente cabe destacar que la Canasta Total (C.T.) para el adulto equivalente alcanzó los $2.368,71 y para una familia fue de $7.319,30.